# Spring (album Tony’ego Williamsa)
Spring – drugi album studyjny amerykańskiego perkusisty jazzowego Tony’ego Williamsa, wydany nakładem Blue Note Records w 1965 roku.

## Realizacja
Album został nagrany 12 sierpnia 1965 roku w znajdującym się w Englewood Cliffs w stanie New Jersey Van Gelder Studio. Produkcją płyty zajął się Alfred Lion.
Spring to obok wydanego rok wcześniej albumu Life Time jedyna płyta Tony’ego Williamsa, pod której autorstwem muzyk podpisany jest jako Anthony Williams.

## Lista utworów
Opracowano na podstawie materiału źródłowego.
| Nr | Tytuł utworu  | Muzyka        | Długość |
| -- | ------------- | ------------- | ------- |
| 1. | „Extras”      | Tony Williams | 8:10    |
| 2. | „Echo”        | Tony Williams | 5:01    |
| 3. | „From Before” | Tony Williams | 6:52    |
| 4. | „Love Song”   | Tony Williams | 8:24    |
| 5. | „Tee”         | Tony Williams | 10:29   |
|    |               |               | 38:56   |

## Twórcy
Opracowano na podstawie materiału źródłowego.
Muzycy:
- Tony Williams – perkusja (1-5)
- Herbie Hancock – fortepian (3-5)
- Gary Peacock – kontrabas (1, 3-5)
- Sam Rivers – saksofon tenorowy (1, 3-5)
- Wayne Shorter – saksofon tenorowy (1, 3, 5)

Produkcja:
- Alfred Lion – produkcja
- Rudy Van Gelder – realizacja dźwięku